# Wysiedle
Wysiedle (niem. Woitzel) – wieś sołecka w Polsce położona w województwie zachodniopomorskim, w powiecie łobeskim, w gminie Łobez.
W latach 1975–1998 miejscowość administracyjnie należała do województwa szczecińskiego. Wieś od XIII wieku do rok 1689 była we władaniu rodu von Borcke, od 1689 roku do XIX wieku w rękach rodu Podewilsów, od XIX wieku do roku 1945 ponownie we władaniu Borków.
We wsi znajduje się kościół z 1580 r., z drewnianą wieżą i renesansowym wyposażeniem z XVII w. – ołtarz z 1606 r., chrzcielnica z 1623 r., ambona z 1624 r. i empory kolatorskie. Wyposażenie kościoła powstało w latach 1606–1627. Fundatorami wyposażenia byli członkowie rodu von Borcke Joaachim VIII, Hennig V wraz z małżonką Kathariną von Winterfelde (fundatorka chrzcielnicy i ambony) oraz matki Henniga Barbary z rodu Neunkirchen (fundatorka empory). Centralną część ołtarza stanowi tryptyk z późnogotycką Pasją. Hennig V ufundował do tego tryptyku skrzydła, wtedy powstał duży pięcioskrzydłowy ołtarz zwany pentaptykiem. Na skrzydłach znajdują się malowane sceny biblijne, m.in. Mojżesz wydobywający wodę ze skały, walka Samsona z lwem, prorok Jonasz,Ofiara Izzaka Akeda. Na korpusie ambony znajduje się herb Borków, a także liczne ozdoby oraz rzeźby czterech Ewangelistów, Mojżesza, Świętego Piotra oraz Chrystusa Zbawiciela. Sześcioboczna chrzcielnica wsparta jest na sześciu hermach a na bokach chrzcielnicy znajdują się sceny biblijne m.in. Chrzest Pański. Na chórze muzycznym sceny pasyjne, m.in. Biczowanie Chrystusa, Ukoronowanie koroną cierniową, Upadek pod krzyżem, Ukrzyżowanie. Empora kolatorska udekorowana jest herbami rodów mieszkających na terenie Pomorza, tworzącymi wywód genealogiczny rodu von Borcke oraz von Winterfelde. Przy kościele znajduje się krypta grobowa rodu Podewilsów. Na wieży kościoła znajduje się dzwon z 1608 roku, wykonany przez stargardzkiego ludwisarza Joahima Karstede. Pozostałością po folwarku jest park naturalistyczny z XIX w.
Z tej miejscowości pochodzi Miss Polski 2008 Klaudia Ungerman.